# Baras Payān
Baras Payān (persiska: برس پیان, Baraspī) är en ort i Iran.   Den ligger i provinsen Västazarbaijan, i den nordvästra delen av landet, 600 km väster om huvudstaden Teheran. Baras Payān ligger 1 706 meter över havet och antalet invånare är 375.
Terrängen runt Baras Payān är lite bergig, och sluttar norrut. Runt Baras Payān är det ganska tätbefolkat, med 134 invånare per kvadratkilometer. Närmaste större samhälle är Salmās, 17,8 km norr om Baras Payān. Trakten runt Baras Payān består i huvudsak av gräsmarker.